# Gmina Okrug
Gmina Okrug (chorw. Općina Okrug) – gmina w Chorwacji, w żupanii splicko-dalmatyńskiej. W 2011 roku liczyła 3349 mieszkańców.

## Miejscowości
Gmina składa się z następujących miejscowości:
- Okrug Donji
- Okrug Gornji